# Valsa intermedia
Valsa intermedia är en svampart som beskrevs av Nitschke 1870. Valsa intermedia ingår i släktet Valsa och familjen Valsaceae.   Inga underarter finns listade i Catalogue of Life.